# Cuisine congolaise
La cuisine congolaise se réfère à la cuisine du Congo-Kinshasa et du Congo-Brazzavile. La République démocratique du Congo et La République du Congo sont situés en Afrique centrale et grâce à sa grande superficie, il y a beaucoup de diversité dans sa cuisine. Certains mets congolais peuvent être retrouvés dans l'Afrique de l'Est, l'Afrique de l'Ouest et l'Afrique australe. Dans ce  pays, où il y a plus de 450 groupes ethniques avec leurs propres habitudes culinaires, on voit aussi des influences culinaires belges, françaises, portugaises et arabes. L'influence arabe est concentrée dans les provinces à l'est à cause de l'histoire régionale de la traite arabe.
Les Congolais mangent beaucoup de poissons, de viandes et de légumes. Il y a beaucoup de différents accompagnements, mais les accompagnements préférés sont le fufu, la banane plantain (makemba en lingala), la chikwange (kuanga en lingala) et le riz (loso en lingala). Dans la culture kino-congolaise et la brazza-congolaise, la variété est très importante. Pour cette raison, quand les Congolais préparent un repas, ils font plusieurs accompagnements, entrées et légumes en même temps. La nourriture est servie en style buffet et c'est à l'individu de décider ce qu'il préfère manger. La nourriture est reconnue comme une façon de se réunir, de socialiser et de passer du temps entre famille et amis.

## Accompagnements
- Fufu : boule préparée soit d'un légume féculent, comme le manioc, le maïs ou l'igname, soit d'une farine. Le fufu est aussi appelé bidia, nshima, bugali et into dans différentes provinces de la RDC. Il est aussi appelé semoule dans la diaspora[2].
- Kwanga : pâte en forme de petit pain, faite avec du manioc. Le Kwanga est emballé dans une feuille de ngungu. En Occident, le Kwanga est vendu dans plusieurs épiceries africaines. Ils sont vendus dans un paquet contenant 3 à 4 Chikwangues au prix de 10$.
- Lituma : très similaire au fufu, la seule différence est que le lituma réfère spécifiquement à une boule faite avec des bananes plantains. Beaucoup consommé dans la province de l'Équateur, de la Mai-Ndombe, de la Tshopo, de la Nord-Ubangi, de la Sud-Ubangi, de la Mongala, de la Tshuapa et de la Bas-Uele terres originelle du peuple Ngala.
- Loso parfumé : riz grillé fait avec de la macédoine, de l'ail, des oignons, des crevettes et des épices. Le riz parfumé peut être mangé seul, mais il est plus commun pour les Congolais de l'accompagner avec une sauce (ex. : sauce de tomate) et/ou des légumes (ex. : épinards).
- Pilaw : riz qui est très répandu dans l'Afrique de l'Est, surtout dans le milieu Swahili. Le pilaf est mangé dans les provinces Kivu. Ce met est très épicé grâce à la cannelle, le gingembre, le cumin, etc. Il y a l'influence d'autres pays africains ainsi que l'influence arabe. Il est typiquement préparé avec du bœuf, du mouton ou de la chèvre.
- Makemba : banane plantain consommée grillée, cuite ou en lituma. Elle se consomme mûre ou verte. Aussi, elle se consomme avec des sauces comme de la mayonnaise.
- Mbala : tubercules beaucoup consommées dans les provinces à l'est, mais ils peuvent être retrouvés dans chaque région. Les ignames sont typiquement grillées, frits ou utilisées pour faire un ragoût.
- Loso ya bulayi : riz à la base de sauce tomate. Il a des traits de similarité avec le thiep ouest africain.
- Manioc à la vapeur : souvent préparé avec du sucre cristallisé.
- Pili-pili : sauce de piment, il est présent à chaque repas congolais. Une sauce indispensable pour un plat kino-congolais.

## Plats de viandes et de poissons
- Soso ya mwamba : plat national de la République Démocratique du Congo. Ce poulet (souvent fumé) est préparé dans une sauce aux arachides grillés et à la tomate.
- Soso ya lumba lumba (Tshiluabenyi) : plat originaire de la province du Kasaï, c'est du poulet avec une sauce au basilic.
- Mbika : sauce faite avec des pistaches africaines.
- Pepe supu : soupe de  malangwa avec de la tomate, de l'oignion, de la ciboule et de l'huile de palme.
- Madesu ya pembe : est une sauce aux haricots blancs habituellement mangée avec le riz. Il est souvent cuit avec du bœuf, des tripes, du porc ou du poisson.
- Soso ya makasi : ragout de poulet dur à la sauce tomate, aux oignions, à l'ail et au gingembre.
- Mbinzo : chenilles souvent préparées avec les pistaches africaines. Les chenilles sont aussi consommées dans plusieurs pays d'Afrique australe et centrale comme la Zambie, l'Afrique du Sud, l'Angola.
- Makayabu : morue salée et séchée. Le mot «makayabu» vient du mot «bacalhau» en portugais.
- Thompson : Un poisson frais du fleuve Congo
- Kosa Kosa : type de crevette qui est pêché au fleuve Congo. Il est très grande de taille et est cuit dans une sauce d'ail.
- Babute : composé de viande hachée au curry, d'abricots, de crème et d'œufs, ce plat est originaire de Kisangani.
- Mosaka : sauce à la pulpe du fruit du palmier à huile à la viande ou au poisson. Ce plat  Ngala est originaire de la province de l'équateur, de la Mai-Ndombe, de la Tshopo et de la Bas-Uele.
- Mitshopo : plat à base de tripes.

## Légumes
- Fumbwa : feuilles vertes riches en fer, ce légume est préparé dans une sauce d'arachide. Le plat est originellement consommé par les Bakongo venant de l'extrême sud-ouest du pays dans la province du Kongo Central.
- Pondu : met onctueux à base de feuilles de manioc consommé dans toute l'étendue du pays. Chaque province a sa propre façon de le cuisiner. Certains utilisent des patates douces et du maïs, d'autres de la viande et du poisson.
- Matembele : feuilles de patates douces souvent préparées avec d'autres légumes. Leur gout se rapproche de celui des épinards.
- Sakamadesu (pondu na madesu) : plat fait avec du pondu, des haricots et du poisson. Il est originaire de l'ethnie Bakongo venant de l'extrême sud-ouest du pays dans la province du Kongo Central
- Bitekuteku : feuilles d' amarante souvent préparées avec du poisson fumé
- Shanghai-Miu : soupe légère avec ce même légume
- Ndongo-Ndongo : souvent fait avec de la dinde fumée, mais peut aussi être préparé avec des crevettes et d'autres types de poisson. Ce plat est populaire dans la province Bandundu.
- Ngai-ngai: feuilles d'oseille
- Nkovi : similaire au fumbwa mais préparé avec des épinards, originaire de la province du Kongo Central
- Kamchumbari : salade faite d’oignon, de tomates et de piment. C'est surtout mangé dans la région Kivu.
- Machanata : est un ragoût fait de pommes de terres, de tomates et d'épinards
- Le mujibujibu : feuilles de courge originaire du Kasaï.
- Madesu ya baluba : haricots rouges bouillis dans de l'eau, de l'huile de palme et d'un peu de sel. C'est Consommé avec du riz blanc et du sucre.

## Barbecue congolais
- Liboke : papillote faite avec des feuilles de banane. C'est souvent du poisson-chat ou de la viande de porc avec du poivron, de l'oignon, du jus de citron et du piment. Ce plat Ngala (originaire de la province de l'équateur, de la Mai-Ndombe, de la Tshopo et de la Bas-Uele), s'est répandu dans tout le pays.
- Soso ya ko tumba : poulet braisé dans une sauce piquante. Il est toujours préparé sur un barbecue au charbon.
- Ntaba : viande de chèvre.
- Kamundele : brochette faite typiquement avec de la viande de bœuf
- Mbisi ya ko tumba : Poisson braisé
- Poulet mayó : poulet braisé dans une sauce mayonnaise. Le processus de cuisson est similaire au liboke.

## Hors-d'œuvre et desserts
- Mikate (Lingala) : également appelé « beignets congolais », le mikate est préparé à base de farine, eau, levure boulangère, sucre vanillé, un peu de sel, un bain d'huile de friture. Il est préparé avec diverses saveurs. On en trouve à l'ananas, à la vanille, à la bananes, au tangawisi, à la noix de coco etc. Ces beignets sont très moelleux et très répandus, on peut l'accompagner avec des sauces ou le manger seul en goûter, petit déjeuner ou dessert.
- Patachou : pâtisserie de la forme d'un nœud.
- Croquettes : petits biscuits croquants.
- Crêpes : pâtisserie mince souvent consommée le matin ou en collation.
- Pili-pilis : pastel frit rempli de viande hachée, de tomates, piments, etc.
- Sambusa : concept similaire aux pili-pilis, mais en forme triangulaire et avec plus de variétés. Ils sont accompagnés de  mashanjaa.
- Makalinga : cacahuète caramélisée
- Les cuisses dames[3] : baguettes miniatures composées principalement de farine de beurre ainsi que de sucre.

## Boissons

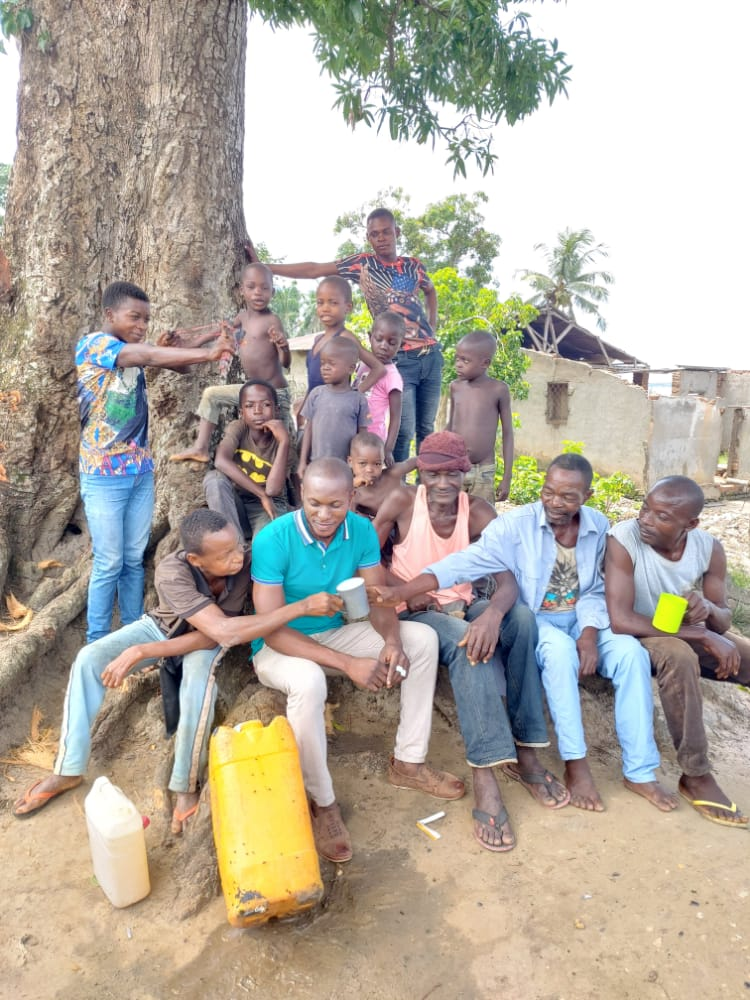
Convivialité autour du vin de palme.

- Tangawisi : jus au gingembre et à l'ananas.
- Lotoko : boisson alcoolisée à base de maïs et de manioc consommée par les Ngala originaire de la province de l'équateur, de la Mai-Ndombe, de la Tshopo et de la Bas-Uele. Il est généralement fait de façon artisanale et contient alors du méthanol toxique, raison pour laquelle il est interdit (ce qui n'empêche pas sa consommation quotidienne dans les faits)[4].
- Supu na tolo : autre boisson alcoolisée, proche du whiskey[4].
- Singlace : jus mis dans un sachet plastique puis congelé
- Lungwila : vin de palme
- Bières : commercialisées en République démocratique du Congo: Primus, Tembo, Nkoyi, Class

Bières
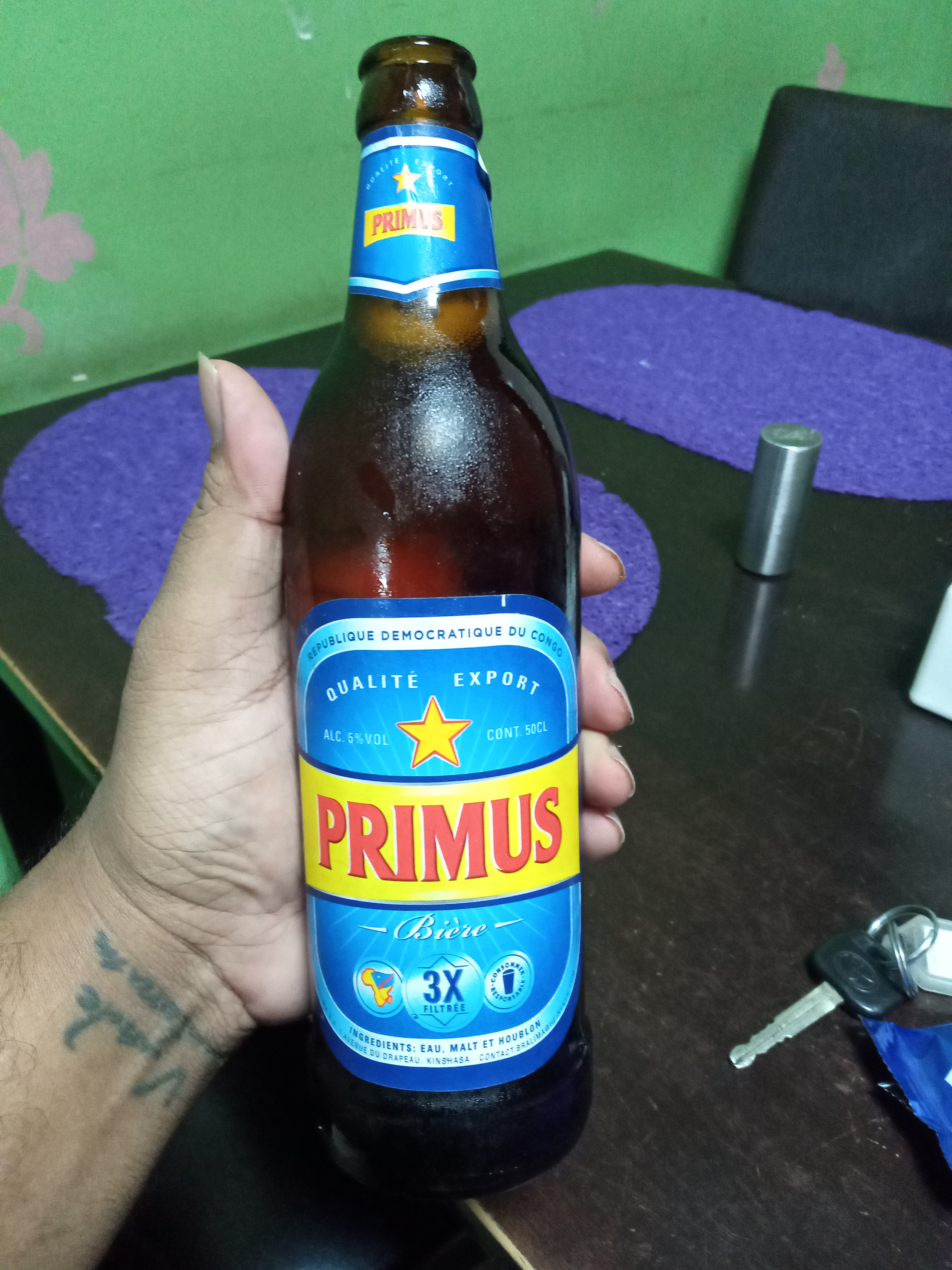
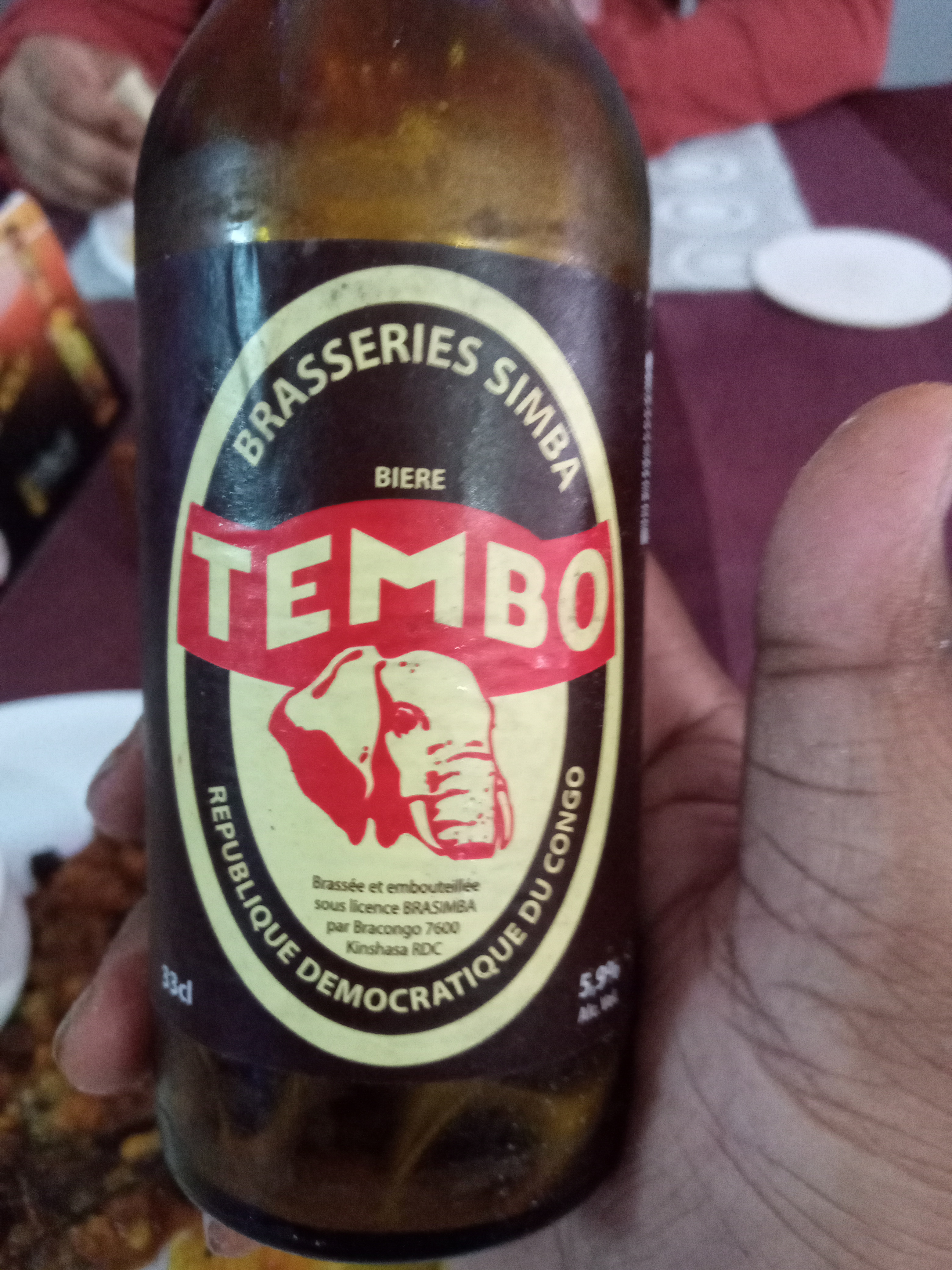
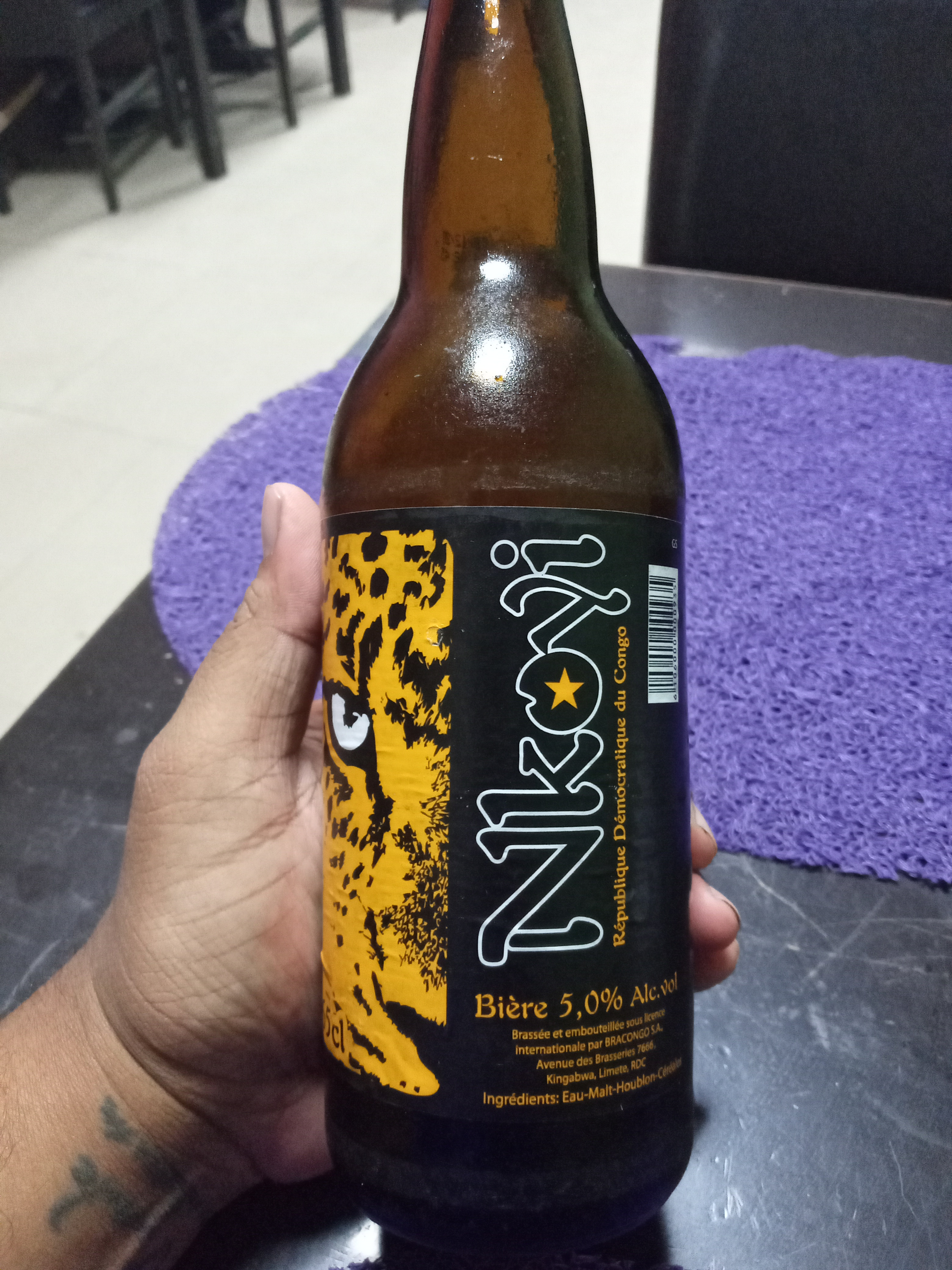
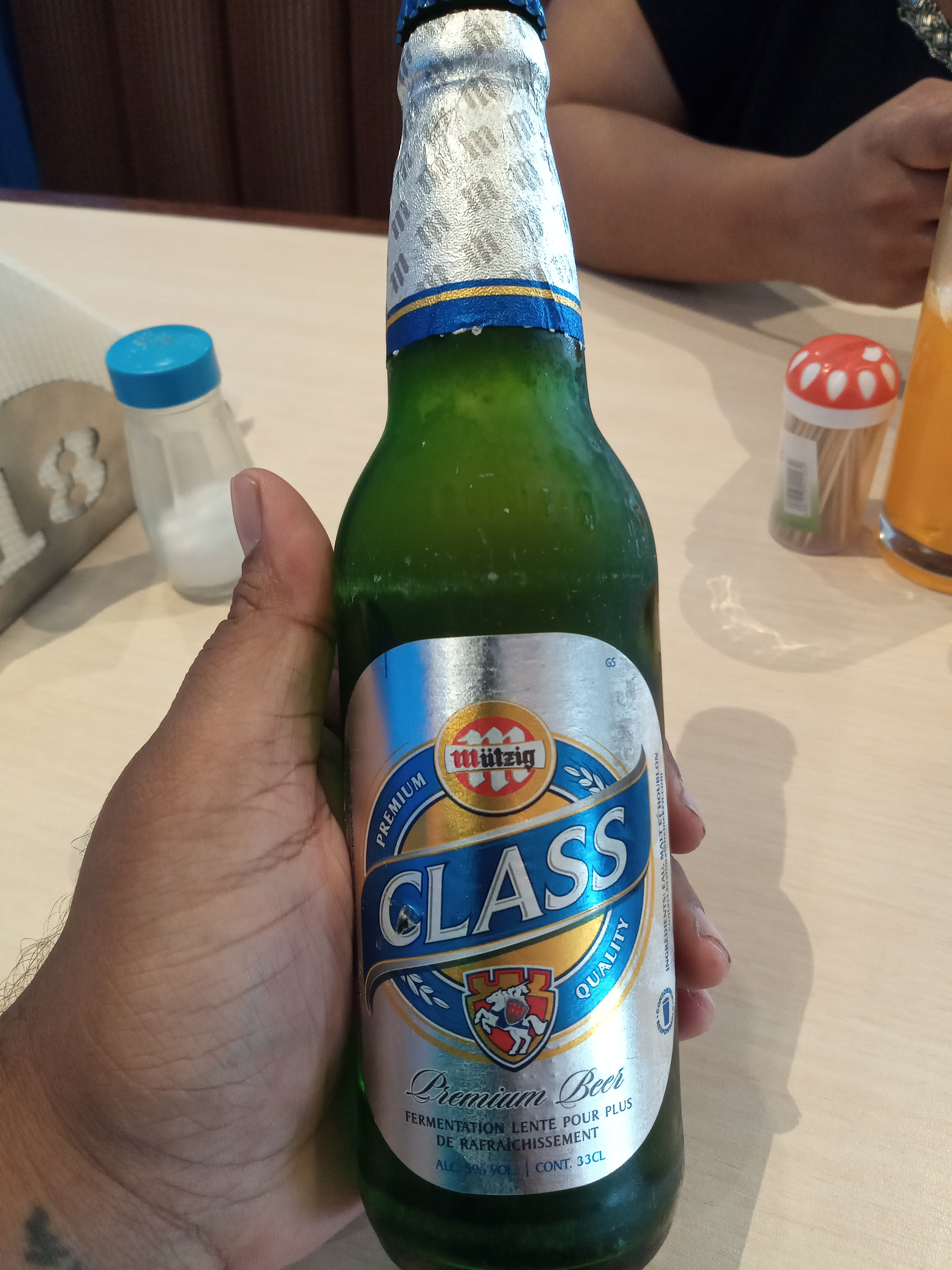